# Muzeul de Artă „Dinu și Sevasta Vintilă”
Muzeul de Artă „Dinu și Sevasta Vintilă” este cel mai valoros muzeu rural din România situat în Topalu nr. 328, județul Constanța, în fosta locuință a donatorilor: dr. Dinu Gheorghe Vintilă (1898-1978) și Sevasta Vintilă. În muzeu sunt expuse   228 de lucrări de pictură: ale lui Ioan Andreescu, Octav Băncilă, Nicolae Grigorescu, Ștefan Luchian, Gheorghe Petrașcu, Nicolae Tonitza, Alexandru Ciucurencu; sculptură: lucrări de Dimitrie Paciurea, Cornel Medrea, Oscar Han, G. Tudor; grafică: lucrări de Theodor Aman, Nicolae Tonitza, Corneliu Baba, Nicolae Dărăscu.